# Ždinja vas, Škocjan v Podjuni
Ždinja vas (nemško Seidendorf) je naselje v Občini Škocjan v Podjuni v Okraju Velikovec na Koroškem v Avstriji.